# Sphaerodoropsis biserialis
Sphaerodoropsis biserialis är en ringmaskart som först beskrevs av Miles Joseph Berkeley 1944.  Sphaerodoropsis biserialis ingår i släktet Sphaerodoropsis och familjen Sphaerodoridae. Inga underarter finns listade i Catalogue of Life.